# Westerharde

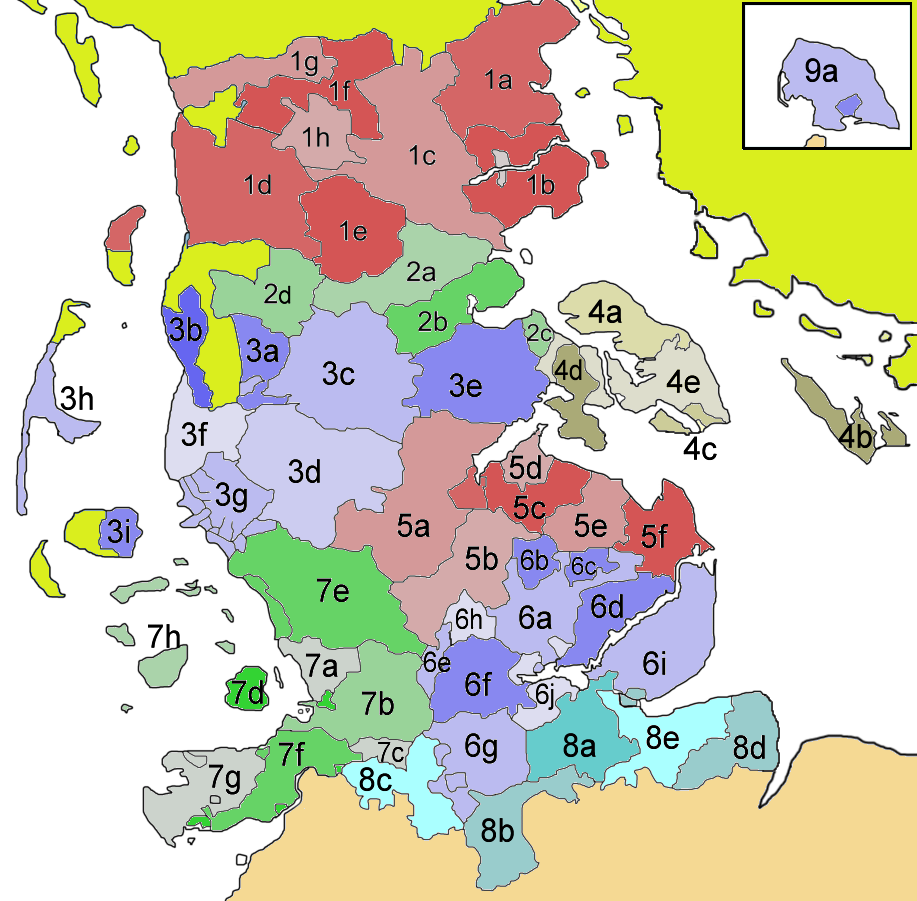
Die Harden des Herzogtums Schleswig, Westerharde in einheitlicher Farbgebung am linken Bildrand

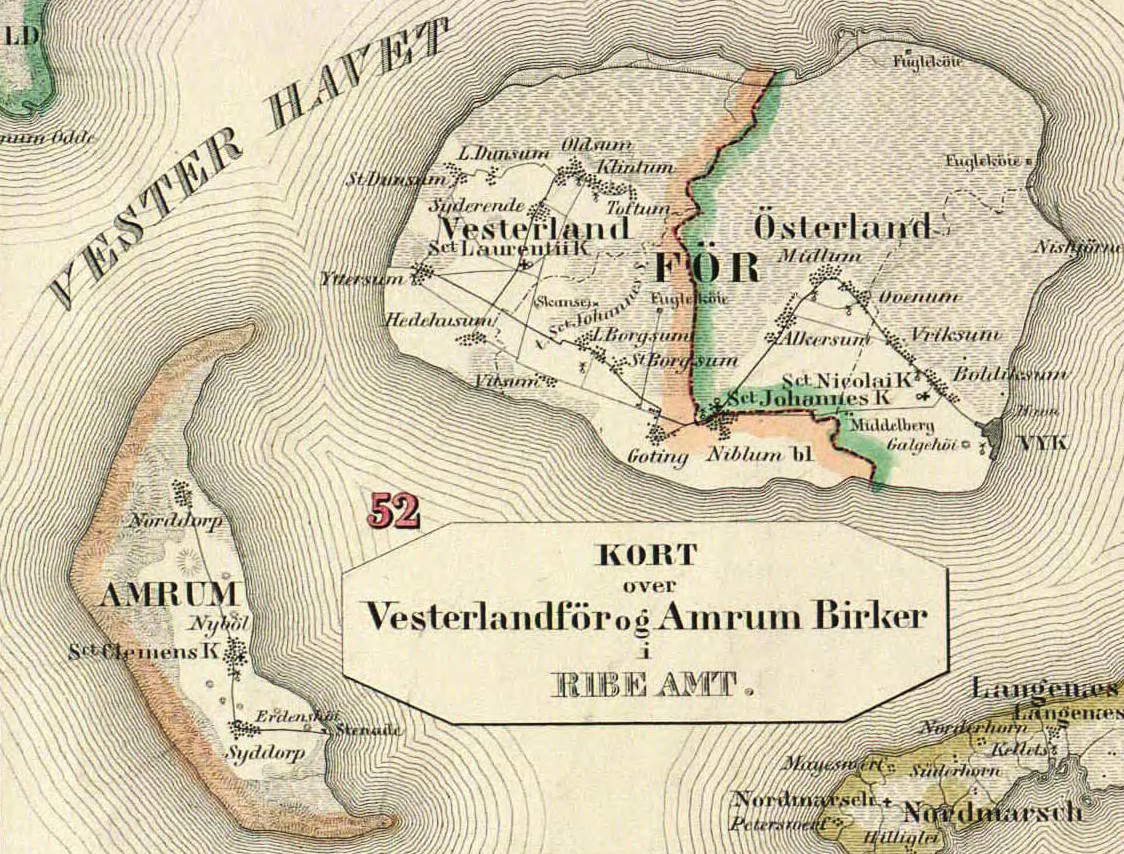
Die Westerharde mit Westerland-Föhr und Amrum

Die Westerharde (nach älteren Quellen auch Westerharde Föhr; dänisch Vesterherred) war eine Harde bzw. Birk im Königreich Dänemark. Sie bestand bis 1864 bzw. 1867 und umfasste den Westteil der Insel Föhr, Westerland Föhr, und die Insel Amrum.

## Geschichte
Die Westerharde wurde erstmals 1231 im Waldemar-Erdbuch als Westerhæreth Føør erwähnt. Amrum wird als ambrum, hus, ha, co. aufgeführt, es gab dort demnach Häuser, Hasen und Kaninchen. Zusammen mit der Østærhæreth Føør, der Harde Osterland Föhr, waren die Steuern auf 54 Mark reines Silber festgelegt.
Unter dem dänischen König Waldemar IV. regierten Lehensritter die Harde. Meist lebten aber keine dänischen Vertreter auf den Inseln. Die Harde wurde lange Zeit von zwölf Ratsherren verwaltet, von denen einige auf Amrum lebten. Alle fünf Jahre mussten Steuern entrichtet werden, die von den „Ummärkungsmännern“ bzw. „Gangfersmännern“ eingetrieben wurden. 1460 wurde die Harde an den Schleswiger Bischof Nikolaus IV. und den Archidiakon Cord Cordes verpfändet und erst 1484 wieder eingelöst. 1661 verkaufte König Frederik III. die Harde an Graf Hans von Schack; der dänische König Christian V. kaufte sie nach dessen Tod 1676 (nach anderen Angaben 1683) zurück.
1697 wurde die Harde in eine Birk umgewandelt, die von einem Birkvogt geleitet wurde, der in Nieblum auf Föhr residierte. Die zwölf Ratsmänner wurden durch 40 Gangfersmänner ersetzt, davon sechs von Amrum. Die Bewohner der Harde hatten ab 1735 das Privileg, „für ewige Zeiten“ vom Kriegsdienst befreit zu sein. 1835 musste eine „Kontribution“ von 1700 Reichstalern gezahlt werden. 
Nach dem Deutsch-Dänischen Krieg 1864 kam die Westerharde im Austausch für die Insel Ærø und Gebiete um Ribe und Kolding von Dänemark zu Preußen und in Folge 1871 zum Deutschen Reich. 1867 wurde das Verwaltungsgebiet in die Ämter Amrum und Westerlandföhr getrennt.

## Nachwirkungen
- Die nordfriesische Sprache hat sich in der ehemaligen Westerharde stärker als in anderen Gebieten Nordfrieslands gehalten. So ist das auf Amrum gesprochene Öömrang und das Fering im Westen der Insel Föhr bis heute stärker verbreitet als zum Beispiel das Fering im Osten Föhrs. Bis heute bestehen auch zwischen den in Westerland Föhr und Osterland Föhr gesprochenen Varianten des Föhrer Friesisch leichte Unterschiede. Die Variante des Westerlands wird Weesdring, die des Osterlands Aasdring genannt.
- 1964 wurde das Arbeits- und Versorgungsschiff MS Westerharde mit Heimathafen Wittdün in Dienst gestellt. Später lag es in Wilhelmshaven und wurde dann in die Niederlande verkauft.[8]
- Das Amt Westerlandföhr wurde 1970 mit dem Amt Osterlandföhr zum Amt Föhr-Land vereinigt.